# 泰兴市人民医院
泰兴市人民医院，是中华人民共和国江苏省的一所医院，为三级乙等医院，位于泰兴市泰兴镇长征路1号。

## 规模
```
医院位于泰兴市区长征路1号，占地面积10万余平方米，总建筑面积11.9万平方米，核定编制床位1600张。在职职工1600余人，其中，高级职称283人，硕士171人，博士25人，硕士生导师13名，省市突贡专家7名，享受国务院政府津贴专家4名，省333工程人员7人，泰州市311工程27人。2016年全年诊疗人次近80万,出院5.5万余人次，出院病人手术量1.9万台次。
```